# Yvonne Kracht

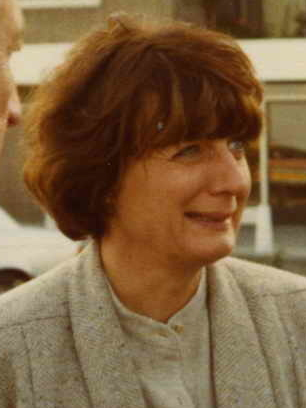
Yvonne Kracht, 1978

Yvonne Clothilde Julia Kracht (* 7. Januar 1931 in Rotterdam) ist eine niederländische Bildhauerin, Malerin und Zeichnerin.

## Leben
Yvonne Kracht wurde in Rotterdam geboren, ihre Kindheit verbrachte  sie von 1935 bis 1948 in Brüssel, wo sie auch das Gymnasium besuchte. Von 1948 bis 1951 studierte sie an der Koninklijke Academie van Beeldende Kunsten in Den Haag bei Willem Schrofer und besuchte von 1951 bis 1953 die Koninklijke Academie voor Schone Kunsten van Antwerpen.
Nach ihrem Studium ließ sie sich 1953 in Amsterdam nieder, arbeitete an freien Arbeiten und Auftragswerken und stellte regelmäßig aus. Sie arbeitete unter anderem zusammen mit Karin Daan, Ria van Eyk, Neel Korteweg, Lou Loeber, Christa van Santen und Truus Wilmink. 1961 bis 1962 besuchte sie Neu-Delhi und Bombay. 1968 heiratete sie den Bildhauer Gerard Höweler (* 1940).
Yvonne Kracht erhielt mehrere Stipendien. 1961 war sie Stipendiatin am Maison Descartes. 1973, 1975 und 1976 wurde sie durch das Ministerie van Cultuur, Recreatie en Maatschappelijk Werk gefördert. 1985 und 1989 erhielt sie das Werkbeurs Beeldende Kunsten und 1994 bis 2002 das Basisstipendium - Nieuwe Stijldes durch den Fonds voor Beeldende Kunsten, Vormgeving en Bouwkunst Amsterdam. 2003 wurde sie mit dem Ehrenpreis der sechsten Bharat Bhavan International Biennal of Print Art in Bhopal, Indien, ausgezeichnet.

## Künstlerisches Wirken
Yvonne Kracht ist eine abstrakte Künstlerin. Im Laufe der Jahre entwickelte sich ihr Werk um 1955 vom abstrakten Expressionismus über den Primitivismus um 1960 hin zum Konstruktivismus ab 1970. Sie fertigt Siebdrucke, Ölgemälde und malt mit Tinte und Acryl. Zu den Werkstoffen ihrer Skulpturen gehört Aluminium, Ton, Cortenstahl, Stahl und Plexiglas.
Yvonne Kracht ist in verschiedenen Künstlervereinigungen. Sie ist Mitglied der Beroepsvereniging van Beeldende Kunstenaars (BBK). 1964 wurde sie Mitglied in der Liga Nieuw Beelden, eines von 1955 bis 1969 bestehenden Künstlerkollektivs. Sie entwarf auch die Statue, die an die Gewinner des jährlich von der Künstlervereinigung verliehenen Ersten Preises vergeben wurde. 1975 trat sie dem Nederlandse Kring van Beeldhouwers bei und 2002 Arti et Amicitiae in Amsterdam.
Werke von Yvonne Kracht befinden sich unter anderem im Besitz der Gemeinde Amsterdam, der Stichting Océ Kunstbezit, im Stedelijk Museum Amsterdam, im Museum Boijmans Van Beuningen in Rotterdam, im Van Reekum Museum (Coda –Museum) in Apeldoorn, im Rijksmuseum Twenthe in Enschede und im Musée Modern in Brüssel.

## Werke im öffentlichen Raum (Auswahl)
- 1969: Doorlopende vorm, Gorinchem

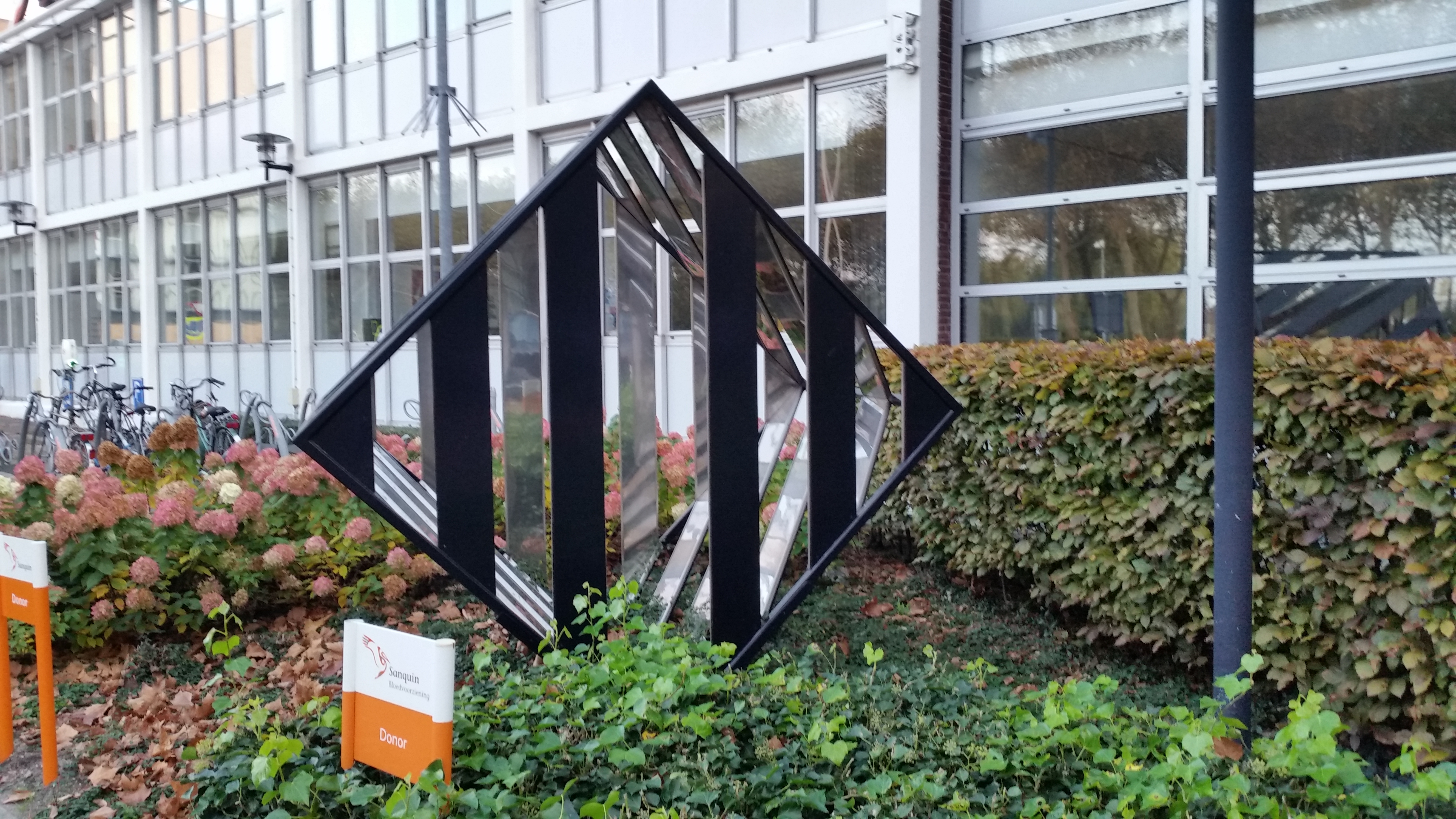
Spiegelkubus

- 1975: Uit de driehoek, Bolognalaan, Utrecht
- 1976: Uit de driehoek I, ab 1989 Meibergdreef, Amsterdam
- 1977: Uit het vierkant, Skulpturenpark-Zwijndrecht, Zwijndrecht
- 1978: Uit den driehoek, Skulpturenpark-Zwijndrecht, Zwijndrecht
- 1978: Uit de driehoek, Nijmegen
- 1979: Uit de cirkel, NOS, Hilversum
- 1979: Uit de driehoek, Schagen
- 1980: Uit de driehoek, Leusden
- 1981: Uit het vierkant oder Gekantelde kubus, Waddenlaan, Lelystad
- 1982: Uit de cirkel, Louis Bouwmeesterlaan, Utrecht
- 1984: Spiegelkubus, Plesmanlaan, Amsterdam
- 1984: Open kubus, Naarden
- 1988: Fontein, Het Kant, Houten
- 1992: Kapelletje voor Voorbije Tijden
- 1992: Piramide, Goor, Gemeinde Hof van Twente
- 2001: Uit het vierkant, Huizen
- Reeks vormen uit een cirkel, Huismanstraat, Nijmegen

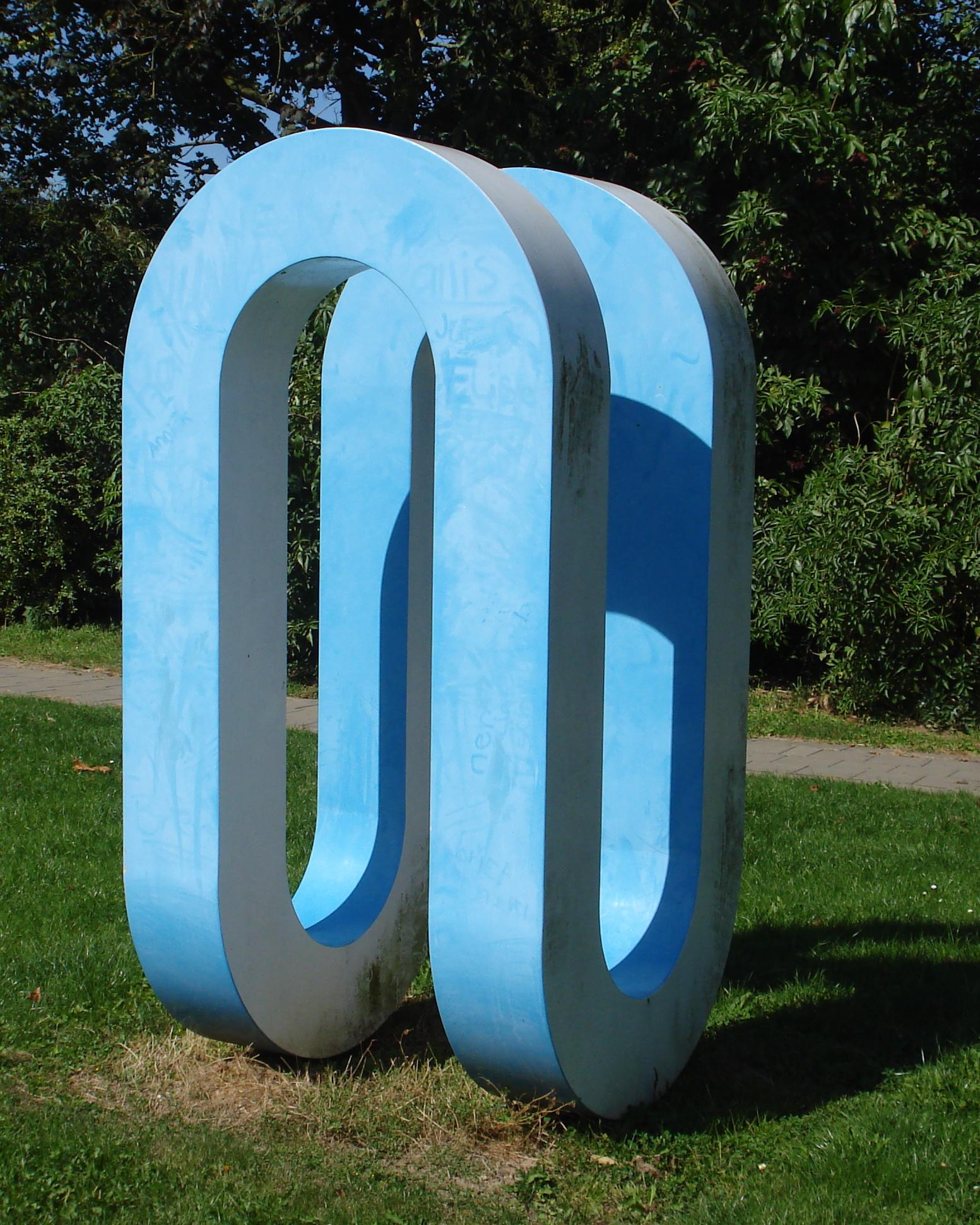
Doorlopende vorm
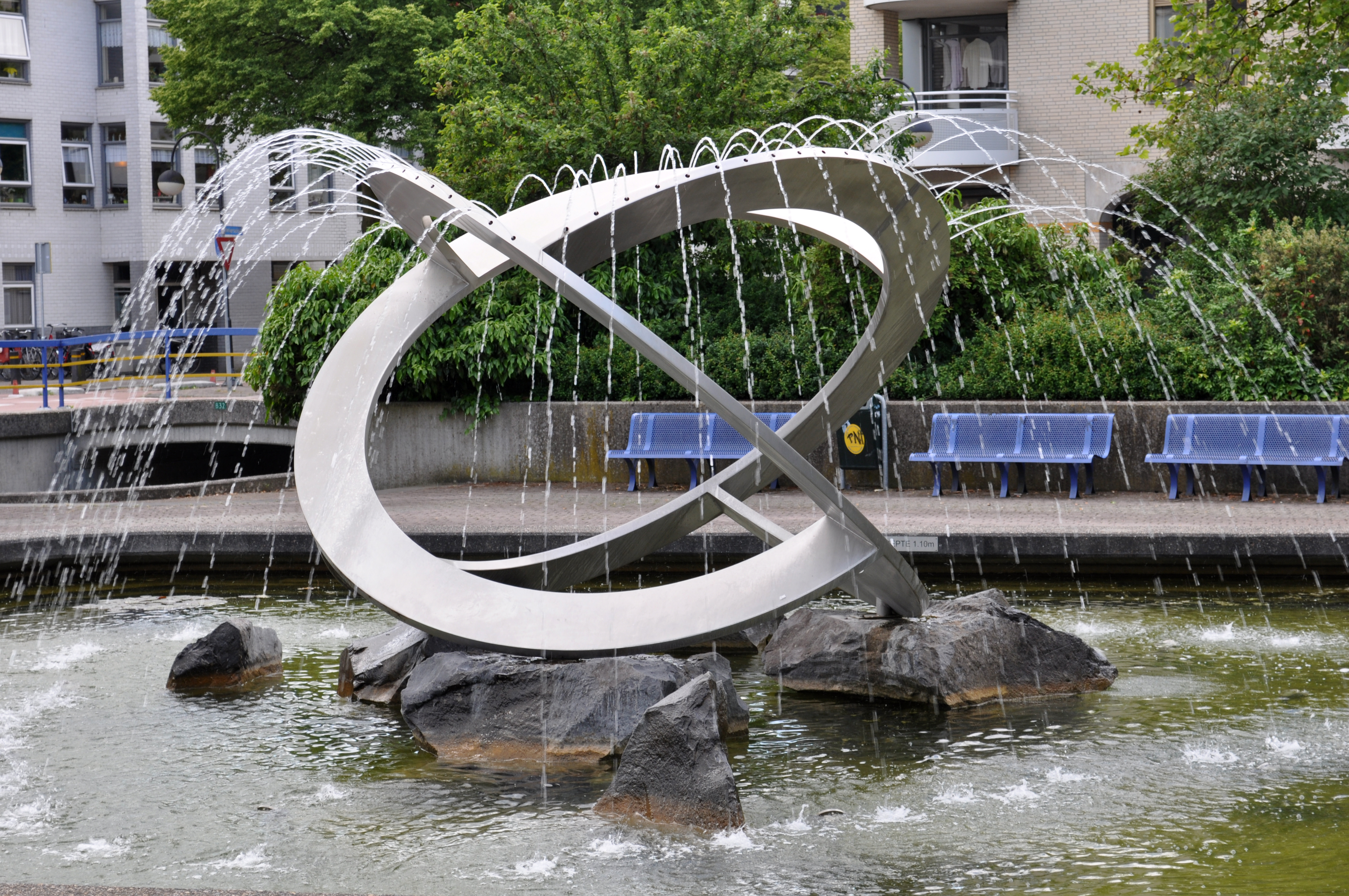
Fontein
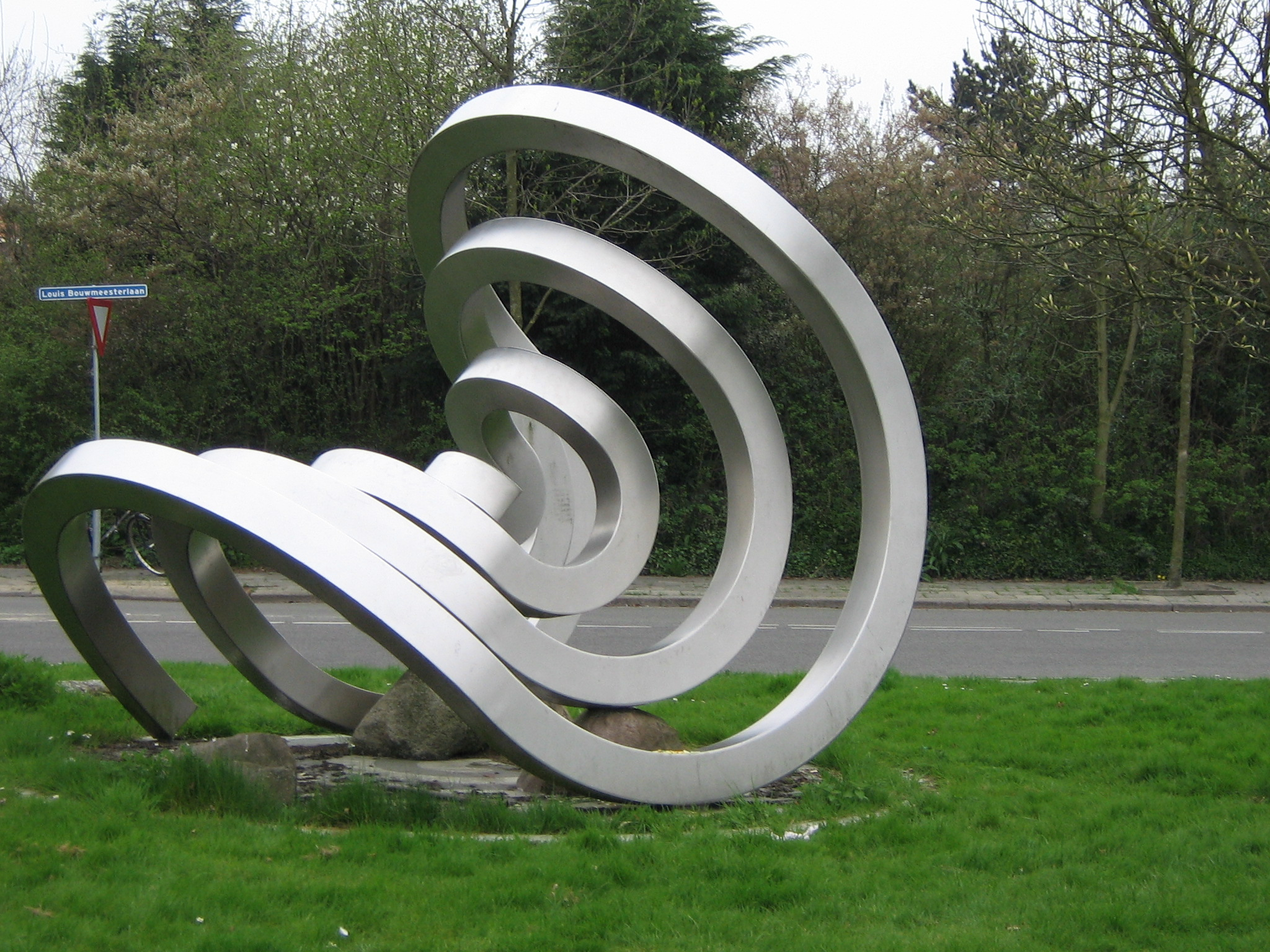
Uit de cirkel, Utrecht
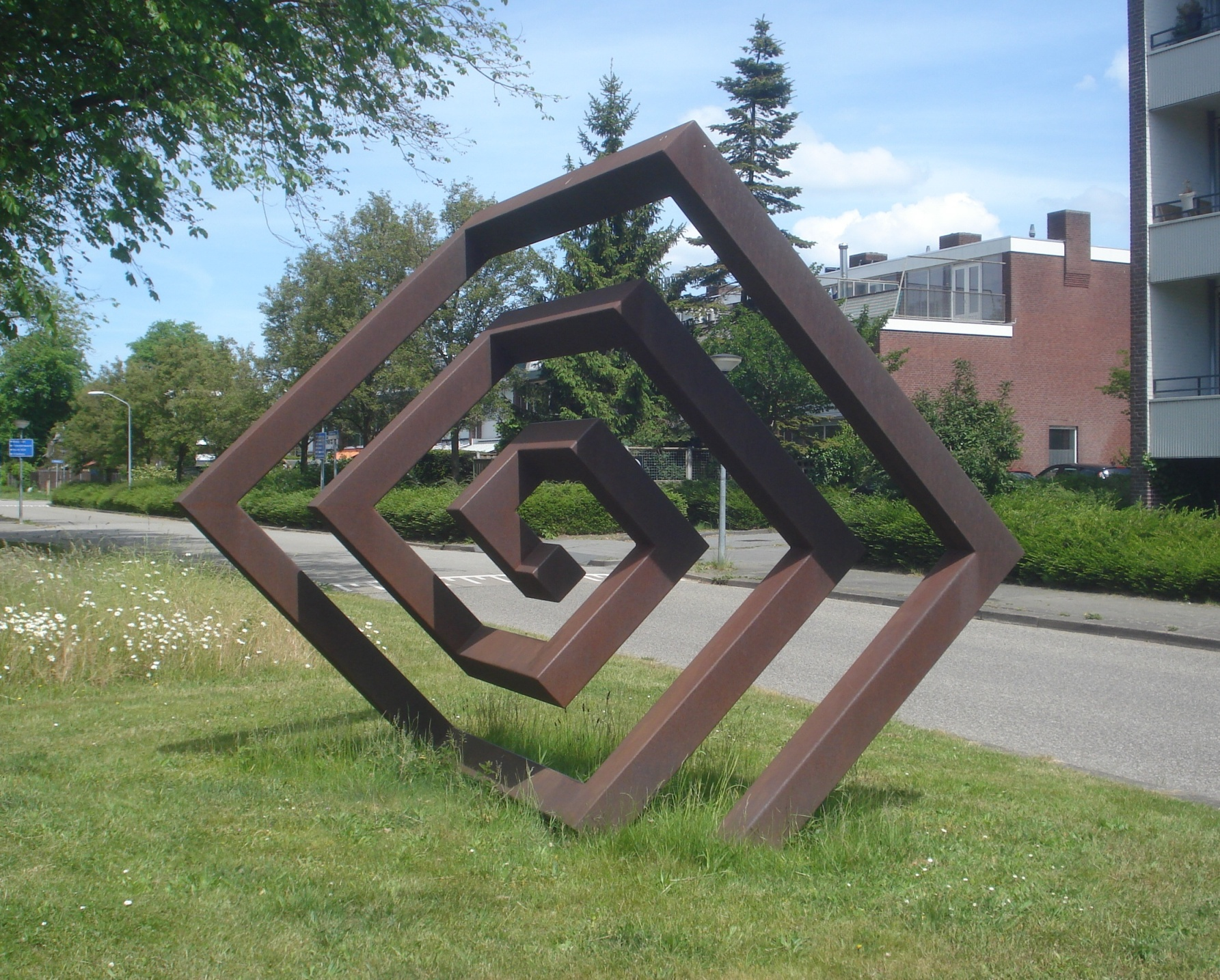
Gekantelde kubus
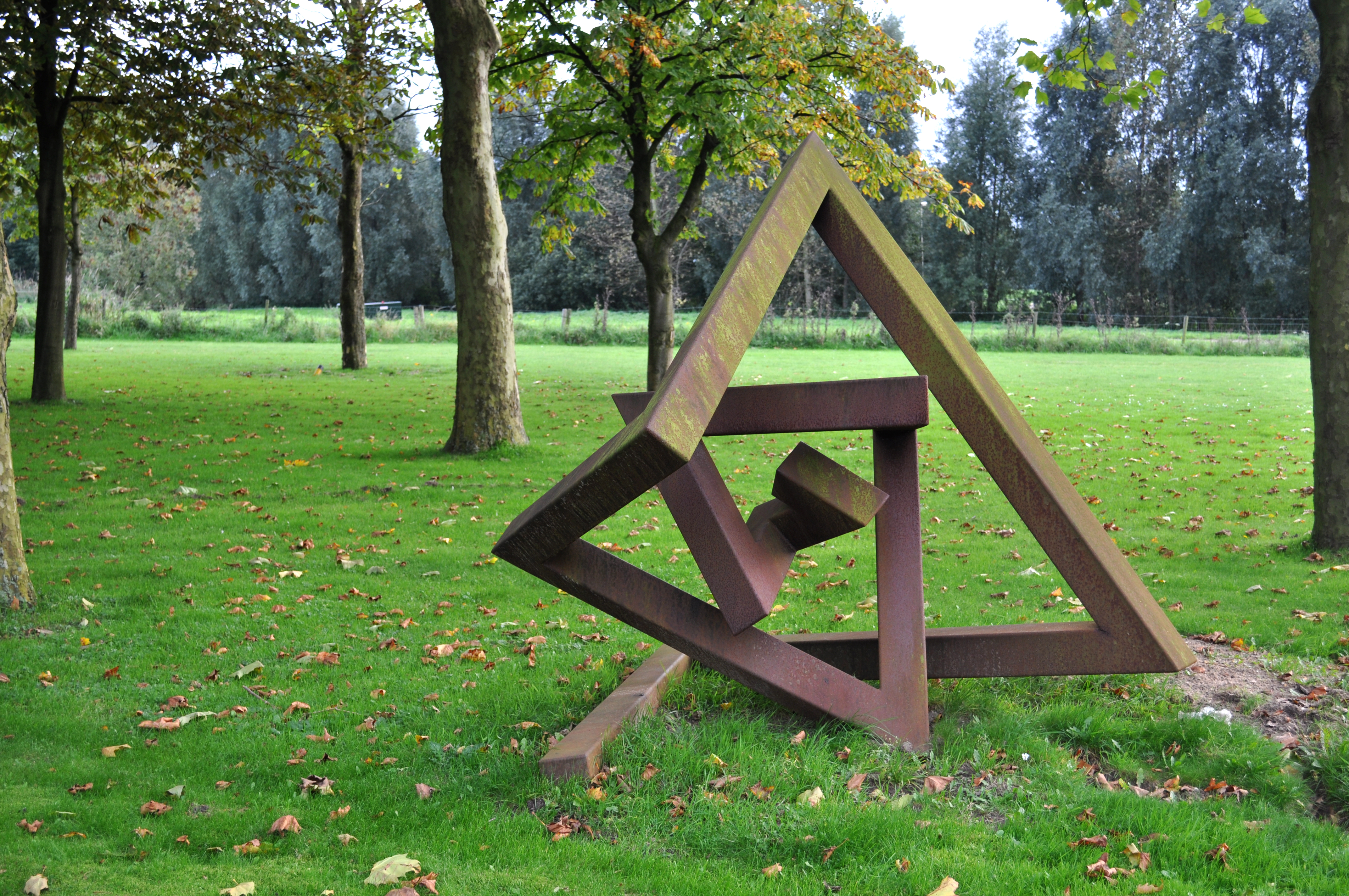
Uit de driehoek, Utrecht

## Ausstellungen (Auswahl)
Yvonne Kracht hatte zwischen 1969 und 1986 mehrere Einzelausstellungen, wie etwa in Den Haag in der Galerie D'Uitkijk und Galerie Nouvelles Images, in Amsterdam in der Suzanne Biederberg Gallery und Galerie Asselijn sowie im Cultureel Centrum 't Hoogt in Utrecht. Sie beteiligte sich an Gruppenausstellungen und den Ausstellungen der Künstlervereinigungen, denen sie angehörte:
- 1958: Facetten van Hedendaagse Beeldende Kunst, Rijksmuseum Twenthe, Enschede
- 1961: Jongere Nederlandse schilders, beeldhouwers en architekten: Liga Nieuw Beelden, Stedelijk Museum, Amsterdam
- 1964: Beeldhouwkunst Grafiek Schilderkunst Tentoonstelling Stichting nieuw beelden, Stedelijk Museum, Amsterdam
- 1966: "een ton d'r op": 100 kunstenaars tegen apartheid, Museum Fodor, Amsterdam
- 1969: Critici kiezen grafiek, Kunstmuseum Den Haag
- 1969: Grafiekverzameling Nederlandse Economische Hogeschool, Museum Boijmans Van Beuningen, Rotterdam
- 1972: Künstlervereinigung Atelier 10, Stedelijk Museum, Amsterdam
- 1973: Rondom ruimte, Dordrechts Museum, Dordrecht
- 1975: konfrontatie 18, Stedelijk Museum Schiedam, Schiedam
- 1977: Nederlandse Kring van Beeldhouwers, Stedelijk Museum, Amsterdam
- 1978: De contour nader bekeken, Prinzenhof Delft
- 1978: Amsterdam koopt kunst 1977, Museum Fodor, Amsterdam
- 1980: I+I=II, Bonnefantenmuseum, Maastricht und Museum Fodor, Amsterdam
- 1980: vrouwen+beeldende kunst, Rijksakademie van beeldende kunsten, Amsterdam
- 1982: Konkrete beelden/objecten, Centrum voor Vrouwen in de Beeldende Kunst, Amsterdam
- 1985: Yvonne Kracht, Museum 't Coopmanshûs, Franeker
- 1987: beeld kader, Schloss Groeneveld, Baarn
- 1988: Die Ecke - Le Coin, Musée cantonal des beaux-arts, Sion, Schweiz
- 1992: Comparaison, Grand Palais, Paris
- 1993: Moderne tekeningen, Museum für Moderne Kunst, Königliche Museen der Schönen Künste, Brüssel
- 1994: Overspel in kleur, Pulchri Studio, Den Haag
- 1995: Sierbeelden, Museum Arnhem
- 1998: leerlingen van Willem Schrofer, Haagse Kunstkring, Den Haag
- 2002: Stoelendans rond Mondriaan, Mondriaanhuis, Amersfoort[2]
- 2017: Spielraum. Kunst die sich verändern lässt, Landesgalerie Linz
- 2018: Spielraum. Kunst die sich veränders lässt, Museum im Kulturspeicher, Würzburg
- 2018: Vrouwen van Museum Gouda, Museum Gouda
- 2019: Negativer Raum, Skulptur und Installation im 20./21. Jahrhundert, Zentrum für Kunst und Medien, Karlsruhe[2][5]